# جو توماس (بازیگر)
جو توماس (انگلیسی: Joe Thomas؛ زادهٔ ۲۸ اکتبر ۱۹۸۳) هنرپیشه اهل انگلستان است. وی از سال ۲۰۰۲ میلادی تاکنون مشغول فعالیت بوده‌است.